# Штейн Вильгельм Иоганович

## Биография
Вильгельм Иоганович Штейн родился в 1897 году в Лифляндской губернии, в семье рабочего лесосплава. Его детство прошло в Риге, где он в 1912 году окончил 4-классное городское элементарное училище. Рано начав трудовую деятельность, Штейн успел поработать сцепщиком на реке Двина, учеником машиниста и токаря на заводах в Риге и Харькове.
В июле 1916 года Штейн был призван в армию и служил рядовым в 96-м запасном пехотном полку до мая 1917 года. После службы он вернулся к работе токарем в паровозном депо, теперь уже на станции Бугульма, где и оставался до 1919 года.
В марте 1919 года начался новый этап в жизни Вильгельма Штейна – он вступил в ряды сотрудников ВЧК, а затем ОГПУ и НКВД. Начав с работы в Бугульминской железнодорожной ЧК, он постепенно продвигался по служебной лестнице, переехав из Симбирска в Москву, и занимая должности в транспортных отделах и управлениях. С 1925 года его карьера пошла в гору, он был на различных руководящих постах в Экономическом управлении ОГПУ СССР, в том числе был адъютантом, уполномоченным, помощником и временно исполняющим обязанности начальника.
В 1927 году Штейн перешел на работу в Ленинградский военный округ, где возглавлял различные отделы Экономического управления. За свои достижения в 1934 году он был награждён знаком "Почетный работник ВЧК-ГПУ (XV)", а в 1936 году он получил звание старшего лейтенанта государственной безопасности.
В том же 1936 году Штейн был переведен в Узбекскую ССР на должность начальника Экономического отдела УГБ НКВД. В 1937 году он стал начальником УНКВД Кара-Калпакской АССР, а затем и наркомом внутренних дел этого региона. В этот период он также стал членом бюро Кара-Калпакского обкома КПУ и членом правительственной комиссии по вопросу о переносе столицы.
В 1938 году карьера Вильгельма Штейна внезапно оборвалась – он был переведен на должность начальника учебного отдела Ташкентской межкраевой школы ГУГБ НКВД, а уже через несколько месяцев уволен из НКВД. Вильгельм Иоганович Штейн скончался в марте 1943 года в Узбекской ССР.